# Swieqi
Swieqi (maltsky Is-Swieqi) je město a správní středisko stejnojmenného lokálního výboru v Severním regionu na Maltě. Nachází se asi 9 km severozápadně od Valletty a je součástí její aglomerace. V roce 2019 zde žilo 14 452 obyvatel, díky čemuž je Swieqi desátým největším maltským městem. Sousedními městy jsou Pembroke, San Ġiljan, San Ġwann, Għargħur a Naxxar.
Kromě hlavní části se zde též nacházejí osady Madliena a Tal-Ibraġ.